# Haman Adama

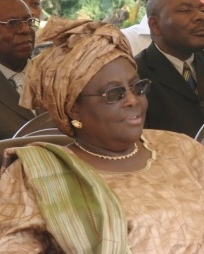
Haman Adama.

Haman Adama (früher: Halimatou Mahonde; geb. 1950, Garoua, Französisch-Kamerun;  gest. 29. April 2024) war eine kamerunische Politikerin. Sie war Bildungsministerin von 2004 bis 2009.

## Leben
Halimatou Mahonde wurde 1950 geboren. Sie stammte ursprünglich aus dem Departement Bénoué. Sie erhielt ihre Ausbildung an der National School of Administration and Magistracy (ENAM). Sie wurde am 18. März 2000 als Staatssekretärin für Education nationale berufen. Später wurde sie Minister of Basic Education (8. August 2004–30. Juni 2009).
Adama starb am 29. April 2024.